# NGC 6811
NGC 6811 (другое обозначение — OCL 185) — рассеянное скопление, расположенное в созвездии Лебедь на расстоянии приблизительно 3300 световых лет от нас. Этот объект входит в число перечисленных в оригинальной редакции «Нового общего каталога».

## Наблюдения
Впервые NGC 6811 наблюдал английский астроном Джон Гершель в 1829 году, добавив его затем в 1864 году в свой знаменитый Новый общий каталог (англ. New General Catalogue или NGC). Недавно скопление было выбрано объектом для изучения миссией «Кеплер» с целью определить характеристики составляющих его звёзд (массу, радиус, возраст и т.п.), а также с целью поиска экзопланет.
Скопление NGC 6811 расположено в северо-восточной части созвездия Лебедь, недалеко от яркой тройной звезды δ Лебедя (которая ещё имеет традиционное название «Рух»). Скопление довольно протяжённое: его угловой размер равен 15', что эквивалентно половине Луны, видимой на ночном небе. Длина скопления составляет около 14 световых лет. Наблюдать его лучше всего летом в северном полушарии. Оно является прекрасным объектом для наблюдений даже для начинающих астрономов: самые яркие его звёзды имеют 10 видимую звёздную величину. Его можно наблюдать даже с помощью бинокля с десятикратным увеличением, однако лучше вооружиться телескопом со средней апертурой. NGC 6811 также ещё называют «Дырой в скоплении» (англ. The Hole in the Cluster) из-за тёмной области в его центре. Почему звёзды в скоплении образуют «корону», не заполняя его центр, пока объяснить не удаётся.

## Характеристики
NGC 6811 лежит вне галактической плоскости, что роднит его с другими относительно старыми рассеянными скоплениями. Его общая светимость составляет около 2100 солнечных. Астрономы оценивают средний возраст скопления в 1,00±0,17 миллиард лет и предполагают, что при рождении оно насчитывало до 6000 звёзд. Однако, вследствие гравитационных взаимодействий с окружающей межзвёздной средой и в силу эволюционных звёздных процессов, в данный момент скопление насчитывает порядка 1000 звёзд. Спектральные классы большинства из них колеблются между средним F- и ранним K-классами. 16 из исследованных звёзд оказались переменными, 12 из которых принадлежат к типу δ Sct.

## Список звёзд скопления
Ниже представлена таблица некоторых звёзд скопления. Отсортировано по увеличению прямого восхождения.